# Papirnea, Cernihiv
Papirnea (în ucraineană Папірня) este un sat în comuna Pakul din raionul Cernihiv, regiunea Cernihiv, Ucraina.

## Demografie
Componența lingvistică a localității Papirnea
     Ucraineană (92,11%)
     Rusă (7,89%)
Conform recensământului din 2001, majoritatea populației localității Papirnea era vorbitoare de ucraineană (92,11%), existând în minoritate și vorbitori de rusă (7,89%).